# Xã Johnson, Quận Polk, Minnesota
Xã Johnson (tiếng Anh: Johnson Township) là một xã thuộc quận Polk, tiểu bang Minnesota, Hoa Kỳ. Năm 2010, dân số của xã này là 51 người.